# مطبخ تشادي
مطبخ تشادي هو تقاليد الطبخ والممارسات والأطعمة والأطباق المرتبطة بجمهورية تشاد. يستخدم التشاديون مجموعة متنوعة من الحبوب والخضروات والفواكه واللحوم. تشمل الحبوب المستهلكة بشكل شائع الدخن، والذرة الرفيعة، والأرز كأغذية أساسية. تشمل الخضروات التي يتم تناولها بشكل شائع البامية والكسافا. يتم أيضًا تناول مجموعة متنوعة من الفواكه. تشمل اللحوم لحم الضأن والدجاج ولحم الخنزير والماعز والأسماك ولحم البقر. يتم تناول الوجبة الرئيسية لليوم عادة في المساء على طبق مشترك كبير، حيث يتناول الرجال والنساء الطعام عادة في مناطق منفصلة. يتم تقديم هذه الوجبة عادة على الأرض فوق حصيرة، حيث يجلس الناس حولها ويأكلون.

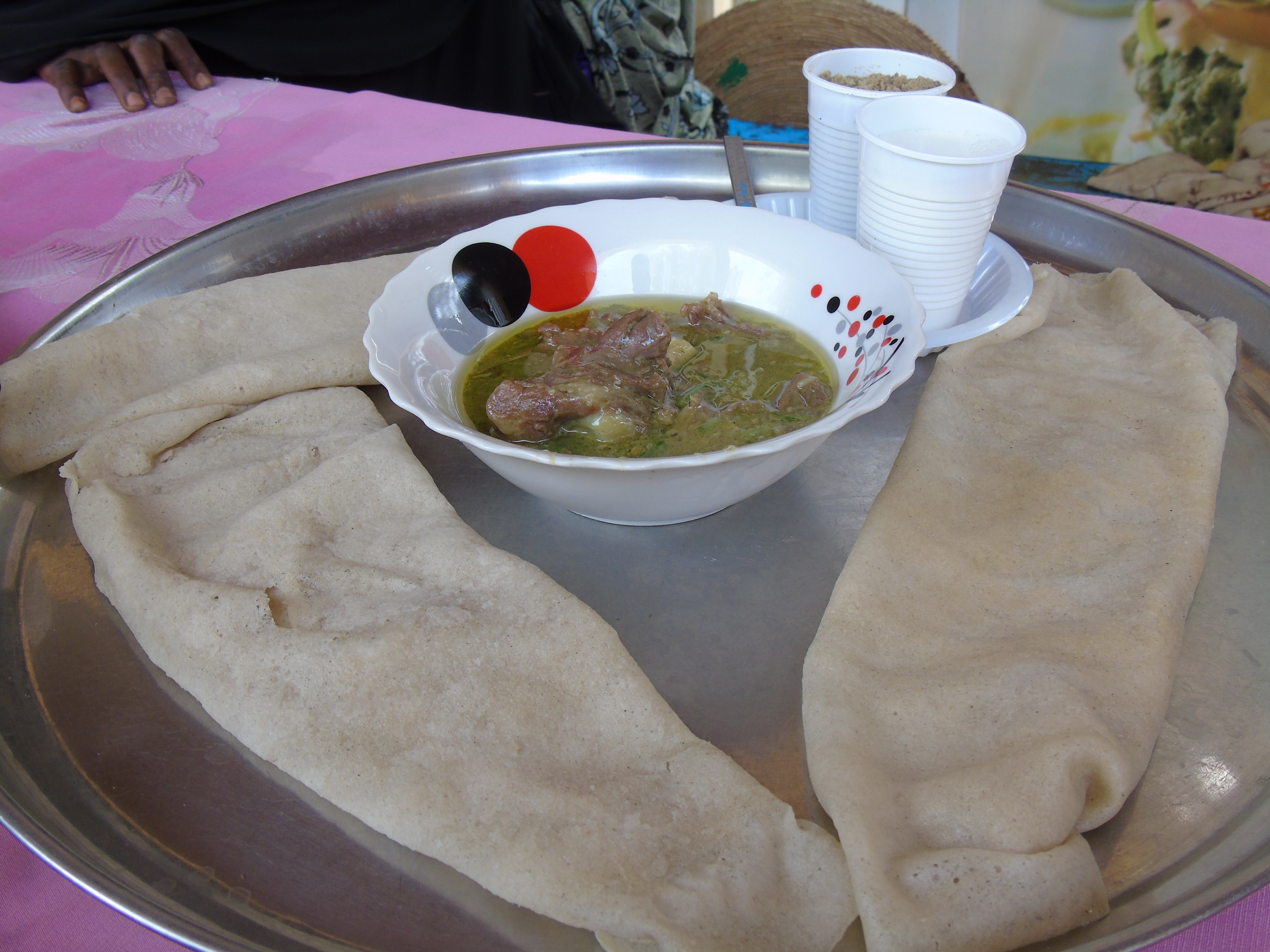
كسرة مصنوعة من صلصة الدخن والبامية

## المأكولات الشمالية والجنوبية
الأسماك أكثر وفرة في جنوب تشاد، بما في ذلك سمك البلطي، والفرخ، والثعبان البحري، والكارب، وسمك السلور. لا يستهلك سكان جنوب تشاد الكثير من منتجات الألبان من الماشية، ولا يعتمدون على الأسماك كمصدر للبروتين، ولكن لديهم خيارات أكثر في استخدام المنتجات الطازجة والتوابل مقارنة بالناس في شمال تشاد. يشمل سكان شمال تشاد العرب الرحل والطوارق الذين يعتمدون على المواد الغذائية الأساسية، بما في ذلك منتجات الألبان واللحوم.

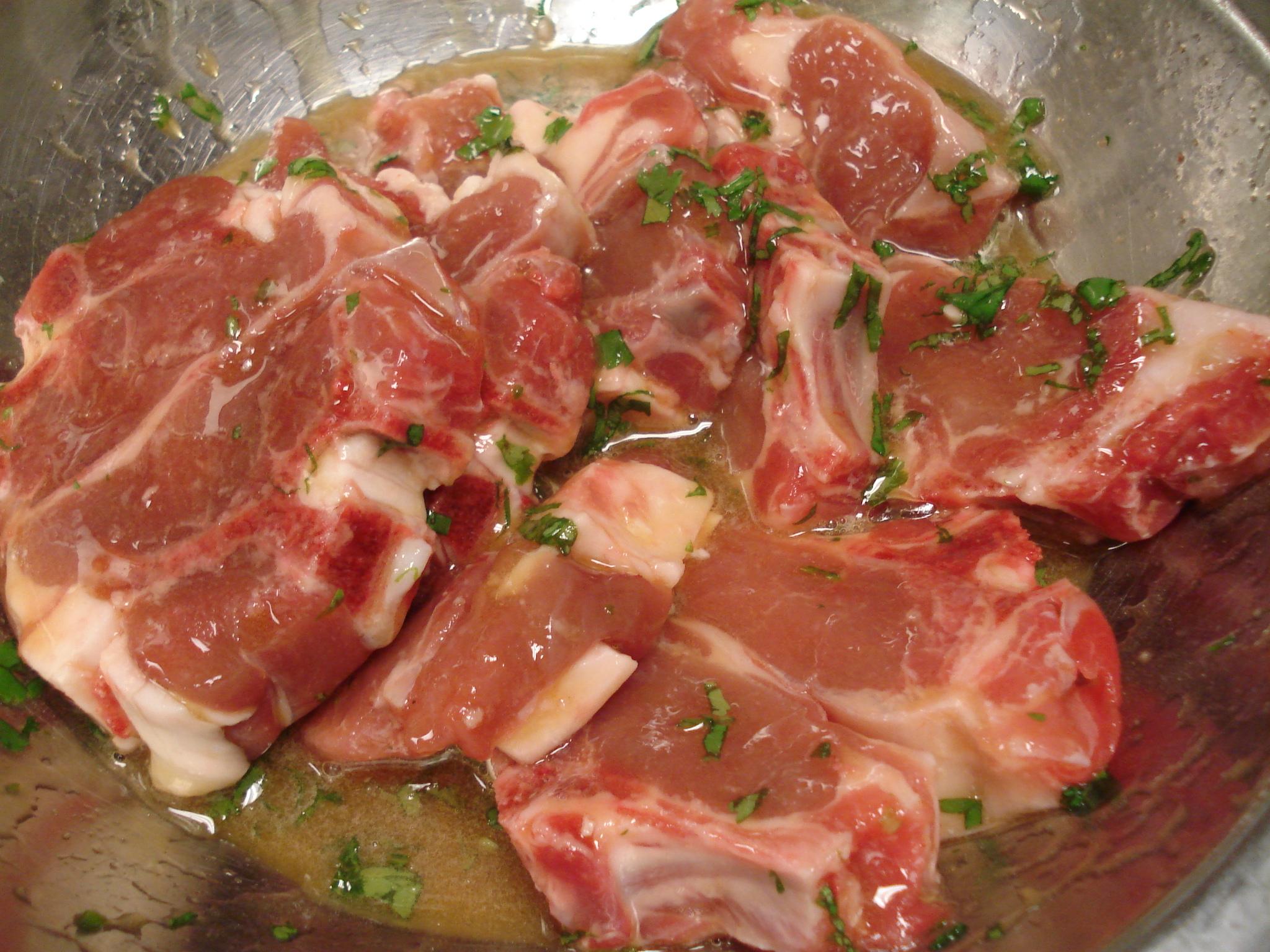
لحم الماعز

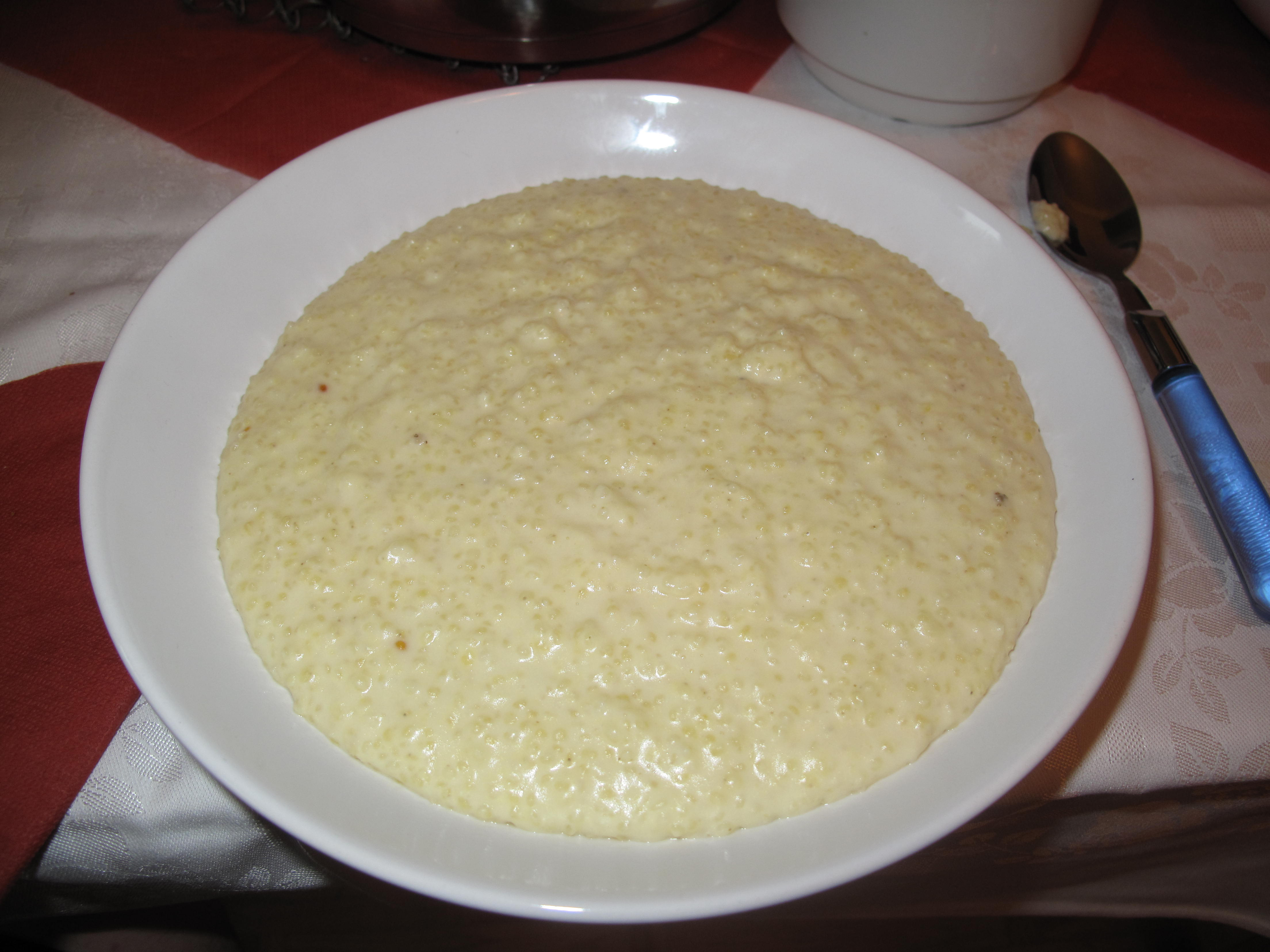
عصيدة الدخن

## الأطعمة والأطباق
- خبز مصنوع من الدخن والذرة الرفيعة التي تم طحنها إلى دقيق.
- الدارابا، هو طبق تقليدي يتم تحضيره باستخدام البامية والطماطم والبطاطا الحلوة والخضروات وزبدة الفول السوداني (أو معجون الفول السوداني) ومكونات إضافية.
- الأسماك المجففة والمملحة والمدخنة.
- العش، هو طبق شائع بين العرب الشماليين ويتكون من دقيق الدخن المسلوق ويقدم مع صلصة المولا.
- لحم بقري وسمك مقلي.
- حساء لحم البقر، هو عبارة عن حساء تقليدي من لحم البقر والخضروات. يوصى بتركها على نار هادئة لمدة ساعتين على الأقل.
- كيسر، هو نوع من أنواع الكريب المخمر.
- لا بويلي، هو نوع تقليدي من حبوب الإفطار التي يتم تقديمها ساخنة، المكونات الرئيسية هي الأرز أو القمح والحليب وزبدة الفول السوداني والدقيق.
- فطائر الدخن والكرات المقلية.
- العياش، هو طبق يأكله العرب التشاديون وهو عبارة عن كرات الدخن المغموسة في صلصات مختلفة.
- سمك النيل
- جامبو على أساس البامية
- زبدة الفول السوداني
- العصيدة المصنوعة من الدخن والذرة الرفيعة شائعة في جميع أنحاء البلاد.
- الفاصوليا الحمراء تشكل جزءًا من النظام الغذائي في جنوب تشاد.[3]
- الصلصات المحضرة باللحوم والأسماك والتوابل. تُستخدم الصلصات أحيانًا لتغميس أنواع مختلفة من الأطعمة المصنوعة من الدخن والذرة الرفيعة، مثل خبز الدخن.
- يتم استخدام بذور السمسم وزيت السمسم في العديد من الأطباق.
- زبدة الشيا.
- حساء القرع مع الفول السوداني.
- غالبًا ما يتم تحضير اليخنة باستخدام أوراق الكسافا والبامية كخضروات أساسية فيها.
- النمل الأبيض والصراصير المحمصة.

## الحبوب
- الدخن
- الذرة الرفيعة
- أرز
- الفونيو

## اللحوم
- لحم
- لحوم الطرائد، والتي يتم تجفيفها في بعض الأحيان.
- لحم خنزير.
- دجاج.
- الأسماك، وخاصة في شمال تشاد، بما في ذلك سمك البلطي، والكارب، والثعبان البحري، والفرخ وسمك السلور. الأسماك هي المصدر الأكثر شيوعًا للبروتين في تشاد.[1]
- الماعز هي الماشية الأكثر شيوعًا في تشاد، وتستخدم في الغذاء على شكل لحوم الماعز وحليب الماعز.
- لحم الضأن.

## الفواكه والخضروات
- الموز
- الجزر
- الكسافا
- الفلفل الحار
- البطيخ
- البامية
- البصل
- البابايا
- الفول السوداني
- الأناناس
- البطاطس
- الزبيب
- الكوسا

## المشروبات
الشاي هو المشروب الأكثر استهلاكًا في تشاد. يتم استهلاك الشاي الأحمر والأسود والأخضر في المطبخ التشادي. الكركنجي/الكاركاج هو شاي أحمر مصنوع من أزهار الكركديه المجففة مع إضافة الزنجبيل والقرنفل والقرفة والسكر حسب الرغبة. هو شائع جدًا في تشاد. يستهلك التشاديون غير المسلمين في المناطق الجنوبية من البلاد الخمور وبيرة الدخن والتي تعرف باسم بيلي بيلي.
تشمل المشروبات الإضافية في المطبخ التشادي ما يلي:
- عصائر الفاكهة
- الجالا هو نوع من البيرة يتم تخميره في تشاد
- عصير الفاكهة هو مشروب تقليدي يتم تحضيره باستخدام المانجو والحليب والسكر ومسحوق الهيل.
- الحليب
- المشروبات الغازية

## التمثيل الدولي
لقد شق المطبخ التشادي طريقه إلى المشهد الطهوي العالمي. لقد ساهمت عولمة الغذاء والسفر والشتات التشادي في انتشار المطبخ التشادي خارج تشاد. وفي المدن التي تضم جاليات أفريقية كبيرة، مثل باريس ولندن ونيويورك، يمكن أحيانًا العثور على الأطباق التشادية في المطاعم الأفريقية أو في الفعاليات الثقافية.
بعض الأطباق التشادية الشعبية التي اكتسبت شهرة في الخارج تشمل:
- دارابا: حساء نباتي مصنوع من البامية والطماطم وزبدة الفول السوداني، ويقدم عادة مع الأرز أو نوع من العصيدة يسمى "بول".
- الأسماك المجففة: تعتبر الأسماك المجففة من المكونات الشائعة في المطبخ التشادي، وغالبًا ما تستخدم لإضافة نكهة إلى أنواع مختلفة من اليخنات والحساء.
- اللحوم المشوية: تعتبر اللحوم المشوية، مثل لحم الماعز أو الدجاج، من الأطعمة الشعبية في تشاد، ويمكن العثور عليها في الأكشاك والمطاعم على جوانب الطرق.
- بول: عصيدة سميكة مصنوعة من الحبوب مثل الدخن أو الذرة الرفيعة أو الذرة الصفراء، وعادة ما تقدم مع صلصة أو حساء.
- لا بويلي: عصيدة حلوة مصنوعة من دقيق الأرز أو الدخن والسكر والماء، وغالبًا ما تكون منكهة بمكونات مثل الفول السوداني أو جوز الهند أو التمر الهندي.[4]